# Victor Vroom
Victor Vroom (Montreal, 9 augustus 1932 – 26 juli 2023) was een Canadese hoogleraar psychologie aan de Yale School of Management. Vroom werkte voornamelijk aan de expectancy theory of motivation, in het Nederlands de verwachtingstheorie.

## Expectancy theory of motivation(verwachtingstheorie)
De verwachtingstheorie van Victor Vroom is een wetenschappelijke theorie over motivatie binnen werkomgevingen. Volgens de verwachtingstheorie hangt de sterkte van motivatie voor een handeling af van drie factoren: verwachting, instrumentaliteit en valentie. Als mensen de keuze hebben tussen verschillende handelingsopties, zullen zij kiezen voor de optie met de grootste motivatiesterkte. 
Vroom speelde in door hem zelf opgerichte jazzband “The Intellectuals”.
Hij werd 90 jaar oud.

## Publicaties (selectie)
- 1973: Leadership and Decision Making, University of Pittsburgh Press, met Philip Yetton
- 1987: Some Personality Determinants of the Effects of Participation, Garland Publishing Company
- 1988: The New Leadership. Managing Participation in Organizations, Prentice Hall, met Arthur Jago
- 1992: Management and Motivation, Penguin Books, met Edward Deci
- 1995: Work and Motivation, Revised Edition, Jossey-Bass Classics